# James Budd

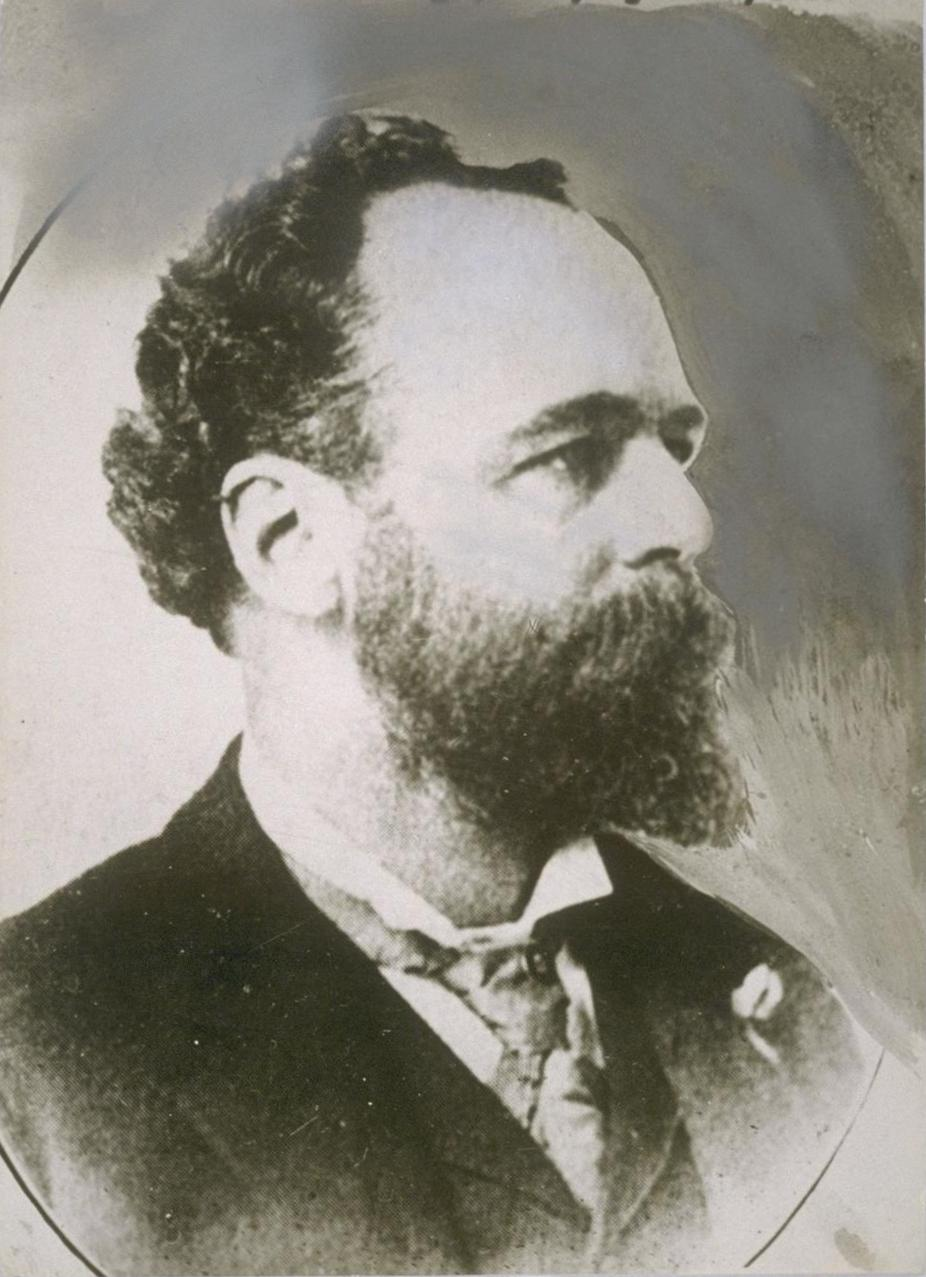
James Budd

James Herbert Budd (* 18. Mai 1851 in Janesville, Wisconsin; † 30. Juli 1908 in Stockton, Kalifornien) war ein US-amerikanischer Politiker und der 19. Gouverneur des Bundesstaates Kalifornien sowie Abgeordneter im Repräsentantenhaus der Vereinigten Staaten.

## Jugend
Als Budd sieben Jahre alt war, zog seine Familie nach Kalifornien und ließ sich in Stockton nieder. Dort besuchte der junge James auch die Grund- und Hauptschule, ehe er an der University of California studierte. Nach seinem Abschluss 1873 schloss sich ein Jurastudium an. Ein Jahr später wurde er als Anwalt zugelassen, woraufhin er in Stockton zu praktizieren begann. Schließlich wurde er stellvertretender Bezirksstaatsanwalt im San Joaquin County.

## Politik
Im Jahre 1884 wurde er von der Demokratischen Partei als Kandidat für das US-Repräsentantenhaus aufgestellt. Er führte einen harten Wahlkampf, in dem er vor allem die Korruption bei den Eisenbahngesellschaften anprangerte. Das ging so weit, dass er es ablehnte, selbst mit der Bahn zu fahren. Dies machte ihn bei den Wählern populär und verhalf ihm zum Wahlsieg. Seit dem Ende des Bürgerkriegs war er der erste Abgeordnete der Demokraten in seinem Wahlbezirk, der den Sprung in den Kongress nach Washington schaffte. Dort setzte er sich für die Finanzierung des Stockton-Kanals und den Ausbau der Schifffahrt nach Stockton ein. Budd verblieb nur eine Legislaturperiode im Kongress; er lehnte eine erneute Kandidatur im Jahr 1886 ab.
1894 wurde er von seiner Partei als Kandidat für die Gouverneurswahl nominiert. Schwerpunkt seines Wahlkampfs war erneut sein Kampf gegen die Eisenbahngesellschaften im Allgemeinen und gegen die Southern Pacific Railroad im Besonderen. Er setzte sich für eine teilweise Verstaatlichung der Eisenbahnen ein und forderte eine 25-prozentige Reduzierung der Fracht- und Fahrgebühren. Außerdem forderte er eine Obergrenze des Spitzensteuersatzes für Eigentum auf 45 %. Der Wahlkampf wurde vor allem von seinen Gegnern hart und teilweise schmutzig geführt. So tauchten in einigen Zeitungen Meldungen auf, Budd habe 1876 eine damals Minderjährige namens Nancy Neff vergewaltigt und geschwängert. Budd wies diesen Vorwurf als falsch zurück. All diesen Widrigkeiten zum Trotz gewann Budd die Wahl mit 1200 Stimmen Vorsprung vor seinem Republikanischen Herausforderer und einem dritten Kandidaten. Aufgrund des knappen Wahlausgangs setzte sich der Wahlkampf weiter fort. Der unterlegene Kandidat der Republikaner, Morris Estee, witterte Wahlbetrug und ließ das Ergebnis anfechten. Ein Parlamentsausschuss kam allerdings zu dem Schluss, dass keine Unregelmäßigkeiten vorlägen und die Wahl somit gültig sei.
Am 11. Januar 1895 trat James Budd sein Amt als 19. Gouverneur von Kalifornien an. Aufgrund des knappen und umstrittenen Wahlausgangs war seine Position von Anfang an schwierig, da sich die Opposition seinen Reformplänen, vor allem auf dem Gebiet der Kontrolle der Eisenbahnen, widersetzte. Immerhin konnte er sich erfolgreich für den Ausbau des Straßennetzes in Kalifornien einsetzen und die Staatsausgaben senken. Da die Opposition im Parlament immer feindseliger wurde und seine Gesundheit darunter litt, entschloss sich Budd, für die Wahlen von 1898 auf eine erneute Kandidatur zu verzichten. Er sollte bis 1939 der letzte kalifornische Gouverneur der Demokratischen Partei bleiben.

## Lebensabend und Tod
Nach dem Ende seiner Amtszeit ließ er sich in San Francisco nieder. Im Jahre 1900 ernannte ihn der neue Gouverneur Henry Gage zum Mitglied des Universitätsverwaltungsrats der University of California. Budd starb am 30. Juli 1908 in Stockton. Er war mit Inez A. Merrill verheiratet.